# Thomas Scott (bågskytt)
Thomas Scott, född 3 januari 1833, död 23 juni 1911, var en amerikansk bågskytt. Han deltog vid olympiska sommarspelen 1904.